# Otofun
Otofun (cách điệu: Otofun.net, viết tắt: OF) là một diễn đàn trực tuyến thành lập từ năm 2006, được coi là diễn đàn về ô tô, xe máy và giao thông lớn nhất Việt Nam.

## Lịch sử hình thành
Diễn đàn Otofun ra mắt lần đầu vào ngày 6 tháng 6 năm 2006 với 21 người sáng lập đầu tiên (nhóm G21). Sớm sau đó, công ty OTV Media được thành lập nhằm đại diện cho tính pháp lý chung của diễn đàn. Đến tháng 1 năm 2015, diễn đàn chính thức trở thành kênh tuyên truyền của Ủy ban An toàn Giao thông Quốc gia.

## Chủ đề
Chủ đề trên diễn đàn tập trung chủ yếu vào lĩnh vực ô tô, xe máy, phương tiện đi lại và giao thông. Nội dung thảo luận trên diễn đàn được chia thành 8 khu vực, bao gồm: Điều xe, Trên từng cây số, Công nghệ cho cuộc sống, Độ xe và Sử dụng xe, Chọn hãng nào, Moto, Xe máy và cả Xe đạp, Thông tin Thị trường - Rao vặt và FunLand.

## Ảnh hưởng
Kể từ khi ra mắt, diễn đàn đã nhanh chóng thu hút nhiều người tham gia, trong đó đối tượng chủ yếu là nam giới với phương châm "vui là chính". Với hơn 200.000 thành viên tính đến năm 2018, Otofun được coi là diễn đàn về ô tô, xe máy và giao thông lớn nhất Việt Nam. Ngoài việc trao đổi trò chuyện về các vấn đề liên quan đến phương tiện đi lại, diễn đàn cũng tập trung vào các hoạt động thiện nguyện như thành lập Đội cứu hộ tình nguyện, tặng quà thăm hỏi những người khó khăn, (có người thân) bị tai nạn giao thông, v.v.. Vào hai năm 2011 và 2016, Otofun đã lần lượt lập kỷ lục "Màn xếp hình bằng xe ô tô lớn nhất Việt Nam" và được Tổ chức Kỷ lục Việt Nam công nhận.

## Tranh chấp
Giữa năm 2018, ông Nguyễn Mạnh Thắng, nguyên tổng giám đốc OTV Media tại thời điểm, sau khi rời khỏi công ty đã vướng phải tranh chấp do từ chối bàn giao nhóm Facebook của diễn đàn với lo ngại rằng công ty sẽ thương mại hoá các trang này và không muốn cộng đồng bản thân gây dựng bấy lâu bị lợi dụng. Đáp lại động thái trên, phía công ty đã hủy tư cách thành viên hội đồng quản trị đối với ông, đồng thời cho biết sẽ can thiệp đến pháp luật nếu thương lượng không hiệu quả. Kết thúc vụ việc, nhóm Facebook đang tranh chấp đã được ông Thắng đổi tên thành Oto+ và nhóm Hội Lái xe được công ty đổi thành Otofun.